# Лю Янь'ань
Лю Янь'ань  (кит.: 劉 亞男, 29 вересня 1980) — китайська волейболістка, олімпійська чемпіонка.

## Виступи на Олімпіадах
| Олімпіада  | Дисципліна | Місце |
| ---------- | ---------- | ----- |
| Афіни 2004 | волейбол   | 1     |
| Пекін 2008 | волейбол   | 3     |